# Stulnewe
Der ukrainische Ort Stulnewe (ukrainisch Стульневе) befindet sich im Rajon Tschernihiwka.

## Klippenfeld
Der Ort, der heute nach Stulnewo eingemeindet ist, wurde 1863 von Familien aus der Kolonie Molotschna gegründet. Es handelte sich um eine der letzten Gründungen innerhalb der Kolonie. Die Straße verlief parallel zum Tokmak, die Höfe lagen beiderseits der Straße und im Norden wuchs ein aufgeforsteter Wald. 1869 gab es 27 Vollwirtschaften und 14 Kleinwirtschaften. Es gab zwei Windmühlen, zwei motorisierte Mühlen und eine Ziegelei. Durch seine geographische Randlage litten die Dorfbewohner während des Bürgerkriegs sehr. Bei Abzug der Wehrmacht wurde das Dorf fast restlos zerstört, hieß aber später Mohotschnyj/Могочний.